# Cerkiew św. Michała Archanioła w Altei
Cerkiew św. Michała Archanioła – parafialna cerkiew prawosławna w Altei, pierwsza wolnostojąca świątynia w jurysdykcji Rosyjskiego Kościoła Prawosławnego (początkowo w eparchii chersoneskiej, następnie w eparchii hiszpańsko-portugalskiej) na terenie Hiszpanii.

## Historia
Starania o budowę cerkwi w jurysdykcji Rosyjskiego Kościoła Prawosławnego rozpoczęły się w 1995, kiedy przybyła z Rostowa nad Donem rodzina Bocków podjęła starania na rzecz wzniesienia na przedmieściach miasta murowanej cerkwi. W 1997 rodzina ta zwróciła się do patriarchatu moskiewskiego z prośbą o założenie parafii, mimo faktu, że w Altei i okolicach nie przebywała właściwie – poza nimi – prawosławna ludność rosyjska. Z powodu braku odpowiedzi z Moskwy Bockowie uzyskali ostatecznie powołanie parafii w jurysdykcji patriarchy Konstantynopola – Zachodnioeuropejskiego Egzarchatu Parafii Rosyjskich, w 1999.
Regularne nabożeństwa w Altei zaczęły się odbywać od uroczystości Bożego Narodzenia w 2000, początkowo w budynku oddanym w dzierżawę przez władze miasta. Rok później rozpoczęto zbiórkę pieniędzy na budowę cerkwi. Kamień węgielny pod jej budowę został wmurowany 21 listopada 2002. W 2004 parafia istniejąca przy powstającej cerkwi przeszła pod jurysdykcję Rosyjskiego Kościoła Prawosławnego. Cerkiew została poświęcona w 2007.

## Architektura

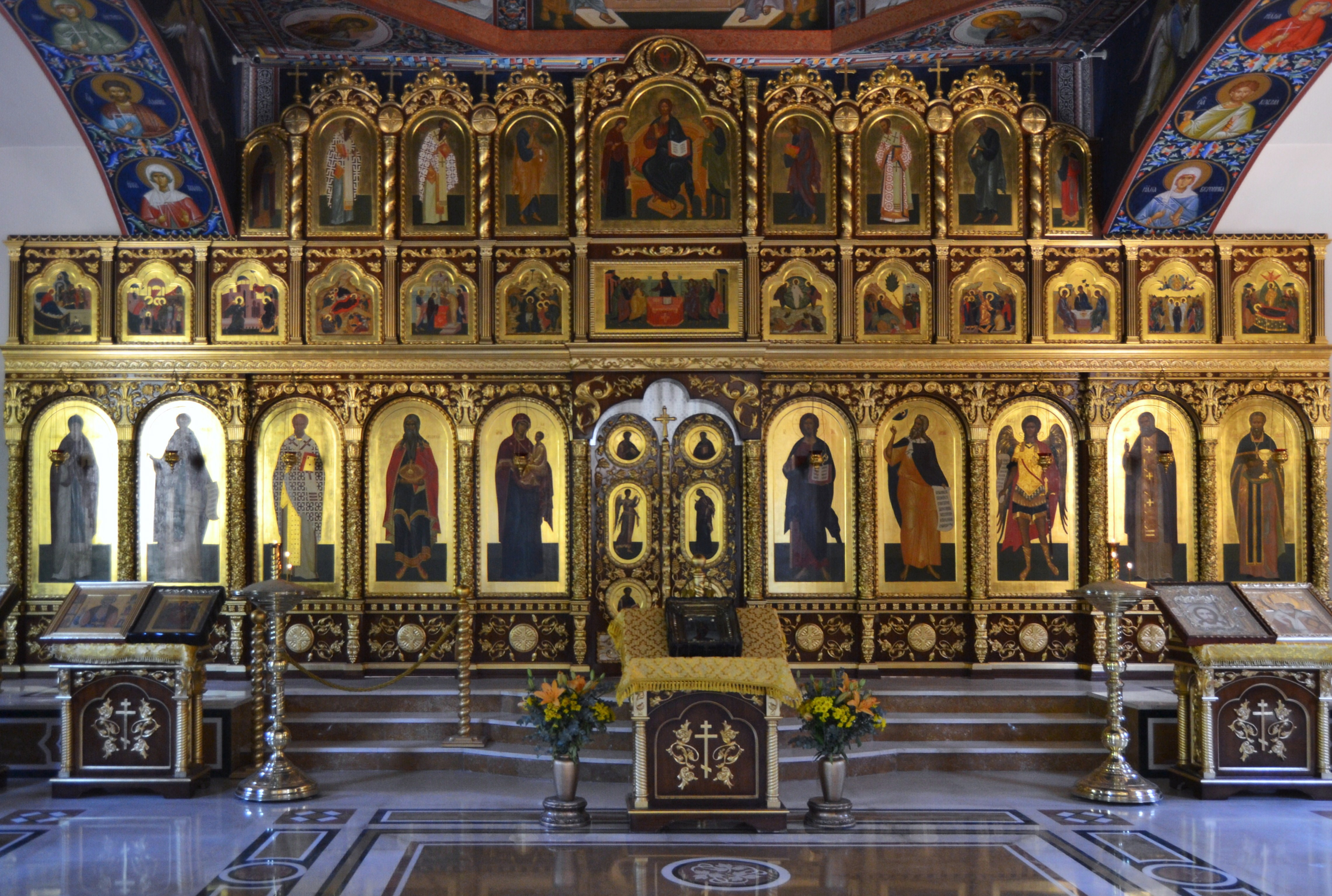
Ikonostas

Chociaż pierwotnie prowadzone były starania na rzecz wzniesienia murowanego budynku, cerkiew w Altei jest ostatecznie drewniana. Naśladuje siedemnastowieczne drewniane budownictwo cerkiewne północnej części europejskiej Rosji. Wzniesiona na planie krzyża greckiego, posiada pięć niewielkich złoconych kopuł ponad wejściem, w bocznych częściach nawy oraz na wieży położonej ponad nawą. Okna w cerkwi są półkoliste. 
We wnętrzu znajduje się współczesny trzyrzędowy ikonostas.